# Vilinska imena
Vilinska imena so v Tolkienovem fantazijskem svetu imena, ki so jih uporabljali vilini. Razdelimo jih lahko v tri kategorije:
Ob rojstvu so po navadi dobili vilini dve imeni: 
- očetovo ime > po navadi je bilo izpeljano iz očetovega imena, v poznejših časih pa iz starih legend;
- in mamino ime > ki je bilo preroške narave.

Tretja vrsta pa je:
- epessë > v nasprotju s prejšnjima dvema je bilo to ime dano šele pozneje v življenju, ali pa so si ga nadeli vilini sami.